# Governo Kallas I
Il Governo Kallas I (in lingua estone: Kallase I valitsus) è stato il primo governo dell'Estonia presieduto da Kaja Kallas per 1 anno 6 mesi 22 giorni. È entrato in carica il 26 gennaio 2021 a seguito della formazione di una nuova maggioranza successivamente alle dimissioni del primo ministro Jüri Ratas.
Si trattava del 51º governo della Repubblica dell'Estonia, dalla sua dichiarazione di indipendenza, avvenuta nel 1918.

## Storia

### Formazione
Nelle elezioni parlamentari del 2019 la coalizione di governo in carica è uscita sconfitta e come primo partito è emerso il Partito Riformatore Estone, che però, senza l'appoggio del Partito di Centro Estone, non era riuscito a formare né una maggioranza né un governo di minoranza. Questo aveva permesso a Jüri Ratas di formare una nuova coalizione di governo, formata dal suo partito centrista (il Partito di Centro Estone), da un partito di destra (il Partito Popolare Conservatore Estone) e da un partito conservatore (Patria) che uniti disponevano della maggioranza di 55 deputati su 101 al Riigikogu.
In seguito alle dimissioni di Ratas, coinvolto in uno scandalo di corruzione, la presidente Kersti Kaljulaid diede mandato all'onorevole Kaja Kallas del Partito Riformatore Estone di formare un nuovo governo, in quanto leader del partito più votato (come già avvenuto due anni prima, senza successo). In questa occasione, la Kallas riuscì a formare una coalizione di governo insieme al Partito di Centro Estone e il 26 gennaio ricevette l'approvazione del Riigikogu con 70 voti a favore e 30 contrari. Kaja Kallas divenne così la prima donna ad ottenere l'incarico di primo ministro dell'Estonia.
La compagine ministeriale comprendeva sei donne e otto uomini.

### Crisi di governo e dimissioni
Il 2 giugno 2022, la prima ministra Kallas ha rimosso, in seguito a varie settimane di stallo con il Partito del Centro, alleato di coalizione del governo, per un disegno di legge volto ad aumentare in maniera corposa i sussidi per le famiglie con figli a carico (verso cui il suo partito si era opposto chiedendo un aumento più contenuto), e a sospetti legami di quest’ultimo con la Russia e il presidente Vladimir Putin, sette ministri centristi, causando così la dipartita dell’alleato dall’esecutivo e la trasformazione di quest’ultimo in un governo di minoranza. A causa di ciò, il partito della premier Kallas ha immediatamente convocato i partiti “Patria” e “Socialdemocratico” per colloqui su una possibile nuova coalizione, cosa avvenuta l'8 luglio, quando i tre partiti hanno annunciato di aver trovato un accordo. Conseguentemente, il 14 luglio 2022, secondo la prassi istituzionale, il Governo ha ufficialmente rassegnato le proprie dimissioni, per formare il nuovo esecutivo, che rimarrà in carica fino alle elezioni previste per il 2023.

## Situazione parlamentare
Schieramento parlamentare al momento della questione di fiducia:
| Camera    | Collocazione | Partiti                                                             | Seggi    |
| --------- | ------------ | ------------------------------------------------------------------- | -------- |
| Riigikogu | Maggioranza  | ER (34), EK (23), Non iscritti (1)                                  | 58 / 101 |
| Riigikogu | Opposizione  | EKRE (20), ISAMAA (11), SDE (9), Parempoolsed (1), Non iscritti (2) | 43 / 101 |

Situazione parlamentare al momento della crisi di governo, il 3 giugno 2022:
| Camera    | Collocazione | Partiti                                                                      | Seggi    |
| --------- | ------------ | ---------------------------------------------------------------------------- | -------- |
| Riigikogu | Maggioranza  | ER (34)                                                                      | 34 / 101 |
| Riigikogu | Astensione   | Non iscritti (1)                                                             | 1 / 101  |
| Riigikogu | Opposizione  | EK (23), EKRE (20), ISAMAA (11), SDE (9), Parempoolsed (1), Non iscritti (2) | 66 / 101 |

## Composizione
Partito Riformatore Estone (ER)
     Partito di Centro Estone (EK)
     Indipendenti
| Funzioni                                                   | Titolare | Titolare                                              | Partito      |
| ---------------------------------------------------------- | -------- | ----------------------------------------------------- | ------------ |
| Primo Ministro                                             |          | Kaja Kallas                                           | ER           |
| Ministro delle Finanze                                     |          | Keit Pentus-Rosimannus                                | ER           |
| Ministro della Pubblica Amministrazione                    |          | Jaak Aab (fino al 3 giugno 2022)                      | EK           |
| Ministro degli Affari Esteri                               |          | Eva-Maria Liimets (fino al 3 giugno 2022)             | Indipendente |
| Ministro degli Affari Esteri                               |          | Andres Sutt (dal 3 giugno 2022)                       | ER           |
| Ministro degli Affari Economici e delle Infrastrutture     |          | Taavi Aas (fino al 3 giugno 2022)                     | EK           |
| Ministro dell’Impresa e delle Tecnologie dell'Informazione |          | Andres Sutt                                           | ER           |
| Ministro della Giustizia                                   |          | Maris Lauri                                           | ER           |
| Ministro della Difesa                                      |          | Kalle Laanet                                          | ER           |
| Ministro della Cultura                                     |          | Anneli Ott (fino al 3 novembre 2021)                  | EK           |
| Ministro della Cultura                                     |          | Tiit Terik (dall’8 novembre 2021 al 3 giugno 2022)    | EK           |
| Ministro dell'Interno                                      |          | Kristian Jaani                                        | Indipendente |
| Ministro dell'Educazione e della Ricerca                   |          | Liina Kersna                                          | ER           |
| Ministro dell'Ambiente                                     |          | Tõnis Mölder (fino al 18 novembre 2021)               | EK           |
| Ministro dell'Ambiente                                     |          | Erki Savisaar (dal 18 novembre 2021 al 3 giugno 2022) | EK           |
| Ministro della Salute e del Lavoro                         |          | Tanel Kiik (dal 18 novembre 2021 al 3 giugno 2022)    | EK           |
| Ministro della Protezione Sociale                          |          | Signe Riisalo                                         | ER           |
| Ministro degli Affari rurali                               |          | Urmas Kruuse                                          | ER           |